# Liste in Barbados vorhandener Dampflokomotiven
Dies ist eine Liste erhaltener Dampflokomotiven auf dem Gebiet von Barbados. Beide erhaltenen Dampflokomotiven stammen aus Europa und wurden für die neugebaute Touristikbahn St. Nicholas Abbey Heritage Railway über eine britische Museumsbahn beschafft. Barbados dürfte weltweit der einzige Staat sein wo alle vorhandenen Dampflokomotiven
- neuzeitlich für eine Touristikbahn beschafft wurden
- betriebsfähig sind

## Schmalspurdampflokomotiven 762 mm
| Foto | Nummer oder Name                                | Bauart / Achsfolge | Hersteller  | Fabrik- nr. | Baujahr | Historie                               | Eigentümer / Betreiber / Strecke    | Standort           | Bemerkungen                            |
| ---- | ----------------------------------------------- | ------------------ | ----------- | ----------- | ------- | -------------------------------------- | ----------------------------------- | ------------------ | -------------------------------------- |
|      | St. Nicholas Abbey Heritage Railway 5 'Tjepper' | B’B t              | Arnold Jung | 2279        | 1914    | ex Zuckerfabrik Caper Baru, Indonesien | St. Nicholas Abbey Heritage Railway | St. Nicholas Abbey | von der Statfold Barn Railway erhalten |
|      | St. Nicholas Abbey Heritage Railway 6 'Winston' | B n2t              | La Meuse    | 3243        | 1926    | ehemaliger Name 'La Meuse'             | St. Nicholas Abbey Heritage Railway | St. Nicholas Abbey | von der Statfold Barn Railway erhalten |